# Filosofia digitale
La filosofia digitale è un indirizzo filosofico contemporaneo promosso da diversi studiosi che si muovono in un'area di ricerca interdisciplinare tra fisica, matematica, computer science e metafisica. Tra i principali autori vi sono Edward Fredkin, Gregory Chaitin, Stephen Wolfram.
Si evolve dalla precedente fisica digitale ed entrambi i termini sono da ascrivere a Fredkin, che propone di fondare la teoria fisica sugli automi cellulari. Specificatamente, la fisica digitale elabora le conseguenze che discendono dall'assumere che l'universo sia in realta' come un gigantesco computer.
Si tratta di una moderna re-interpretazione di alcune intuizioni filosofiche precedenti, quali, soprattutto, la teoria pitagorica del numero come archè, la monadologia leibniziana e il concetto di forma logica così come è espresso nel Tractatus logico-philosophicus di Ludwig Wittgenstein. Al posto dei numeri o delle monadi, la filosofia digitale pone il bit come originario arché, che e' 
così l'elemento primo e definitivo della realtà con la computazione che è invece l'unica legge del divenire.

## Le origini
Tra i principali eventi che hanno originato la filosofia digitale sono da elencare: 
- Il Rechnender Raum (tradotto in inglese come Calculating Space) di Konrad Zuse, dove lo scienziato ed informatico tedesco pone l'idea del cosmo come un enorme computer e propone di ipotizzare, accanto alla fisica classica e alla fisica quantistica, anche una fisica digitale.
- Il gioco della vita di John Conway, certamente l'automa cellulare più famoso al mondo.
- La prima Conferenza di fisica della computazione organizzata da Fredkin e tenutasi al Mit nel maggio 1981, a cui convennero scienziati quali Richard Feynman, John Archibald Wheeler, Rolf Landauer e molti altri.

Nel primo Workshop sulla Vita artificiale, svoltosi a Los Alamos nel settembre 1987 fu mostrato il celebre automa cellulare di Craig Reynolds che simulava, con regole straordinariamente semplici, il volo degli stormi.

## I filosofi digitali
Oltre a citati, Fredkin, Chaitin e Wolfram, possono essere annoverati tra i filosofi digitali anche i fisici quantomeccanici Seth Lloyd e David Deutsch, il filosofo Eric Steinhart, il romanziere Rudy Rucker, il poliedrico Kevin Kelly, gli informatici Jürgen Schmidhuber e Gordana Dodig-Cnrkovic.

## La teoria
La filosofia digitale è una teoria filosofica completa che contiene un'ontologia, una teoria del divenire e una metafisica.
Per quanto riguarda l'ontologia, essa pone fondamento della realtà stessa l'informazione (o il bit, come unità elementare dell'informazione). La realtà, in questo modo, non ha natura né materiale, né spirituale, ma è fondata su un'immaterialità peculiare, che potremmo definire appunto informazionale.
Il divenire della realtà è concepito come un processo computazionale. I principi digitali, in questo ambito, sottolineano che 
a) tutto computa
b) tutto è prodotto dalla computazione
c) tutto può essere trasformato in un dispositivo che computa. 
Questa teoria del divenire che segue le regole degli automi cellulari entra in competizione con la teoria dell'evoluzionismo darwiniano.
Riguardo alla metafisica, i filosofi digitali concludono che, essendo il cosmo un enorme computer, ricorre la necessità di un Grande Programmatore o Divino Hacker che crei il programma.